# Halsey Stevens
Halsey Stevens   (Scott, 3 de desembre de 1908 - Inglewood, 20 de gener de 1989) va ser una professora de música, biògrafa i compositora de música nord-americana.

## Biografia
Halsey Stevens es va educar a la Universitat de Syracuse i la Universitat de Califòrnia, Berkeley. Va estudiar amb William Berwald a Syracuse i amb el compositor Ernst Bloch a Berkeley.
Stevens va exercir com a professor de la Universitat de Syracuse (1935–1937), la Universitat Dakota Wesleyan (1937–1941), la Universitat de Bradley (1941–1946), la Universitat de Redlands (1946) i després a la Universitat del Sud de Califòrnia des de 1946. fins a la seva jubilació el 1976. Entre els seus estudiants destacats hi havia Charles Lloyd, Houston Bright, Benjamin Lees, Morten Lauridsen i Williametta Spencer. Vegeu: Llista d'estudiants de música per professor: R a S#Halsey Stevens.
Va morir en un centre mèdic de el 20 de gener de 1989, després d'una llarga batalla amb la malaltia de Parkinson.

## Música
La seva música enregistrada inclou, per ordre cronològic de composició:
- "Go, Lovely Rose," for mixed chorus (SATB) a cappella (1942)
- Quintet for Flute, Piano, Violin, Viola, and Cello (1945)
- Symphony No. 1 (1945)
- Three Inventions for Piano (1948)
- Sonata for French Horn and Piano (1953)
- Triskelion, for orchestra (1953)
- Five Duos for Two Cellos (1954)
- Intrada for Piano (1954)
- "Like as the Culver on the Barèd Bough," for mixed chorus (SSATB) a cappella (1954)
- Partita for Harpsichord (1954)
- The Ballad of William Sycamore, for mixed chorus (SATB) and orchestra (1955)
- Sonata for Trumpet and Piano (1956)
- Sonata Piacevole for recorder and harpsichord (1956)
- Sinfonia Breve, for orchestra (1957)
- Symphonic Dances (1958)
- Sonata for [Unaccompanied] Cello (1958)
- Sonatina for Tuba [or Bass Trombone] and Piano (1960)
- Sonata for Trombone and Piano (1965)
- Campion Suite, for mixed chorus (SATB) a cappella (1967)
- Concerto for Clarinet and String Orchestra (1969)

juntament amb moltes altres obres.
Entre les seves obres de cambra, la sonata de trompeta de Stevens de 1956 segueix sent una de les preferides, després d'haver estat gravada comercialment per més de mitja dotzena de trompetistas, inclosos Giuseppe Galante, Jouko Harjanne, David Hickman, Wynton Marsalis, Anthony Plog, Scott Thornburg i George Vosburgh.
Un revisor musical actual, Osvaldo Polatkan, va intentar l'any 2008 transmetre alguna cosa dels models, influències i estil madur del compositor així:
| « | "Stevens va compondre música que era essencialment tonal però no exempta d'influències modernes, especialment Stravinsky i Copland. Encara que innegablement "americà" en el seu llenguatge musical, el domini europeu és tangible. El mateix Stevens ha reconegut la influència fonamental de Bela Bartók... També ha afirmat que Brahms, Hindemith, Prokofiev, Mozart, Johann Sebastian Bach i, en menor mesura, Ravel i Schoenberg havien servit de models importants per a la seva música." | » |

## Escrits
Un estudiós de Bartók i musicòleg, Stevens va escriure un estudi definitiu del compositor hongarès, The Life and Music of Béla Bartók (Oxford University Press, 1953; edició revisada, 1964). "El llibre del senyor Stevens... fa que un vulgui escoltar les obres de Bartok a la llum del que l'autor hi ha trobat", va observar l'eminent company compositor Aaron Copland. "Això és realment un elogi per a qualsevol llibre sobre música."
Stevens també va col·laborar amb articles acadèmics a Musical Quarterly, The Journal of Music Theory, Music and Letters (Londres), Tempo (Londres), Énekszós (Budapest), Musikoloski Zborník (Ljubljana), entre altres revistes.